# Imparcialidade

Imagem da Wikipédia sobre imparcialidade.

Imparcialidade é um termo praticado na imprensa e na justiça que se refere a não privilegiar ninguém e nenhuma parte.
Por exemplo, se um árbitro de futebol beneficia a equipe para o qual ele torce, ele está sendo parcial. O contrário da imparcialidade é a parcialidade.
Em janeiro de 2012, a Associação dos Cronistas Esportivos do Rio de Janeiro decidiu punir profissionais da mídia que comemorarem gols durante uma partida. A medida ocorreu após o repórter Eric Faria, da TV Globo, ser flagrado pelas câmeras do Premiere, da Globosat, comemorando o primeiro gol vascaíno durante uma partida entre Fluminense e Vasco.
No direito romano, o conceito de imparcialidade não chegou a ser articulado no sentido que lhe foi atribuído na modernidade. Porém, estudos mostram que os juristas romanos buscaram separar a esfera dos interesses privados do que eles conceberam por direito justo. Nesse sentido, o Código de Teodósio (418 d.C) trouxe disposições sobre a vedação do uso do direito em proveito próprio, como a proibição de dar testemunho em seu próprio favor, o que conferia sentido análogo à razão de proibição de julgar conflitos em causa própria. Assim, embora a regra não apresentasse qualquer tipo de sanção, enunciava o dever processual de abstenção diante da existência de interesse direto na causa.
A fundação do direito moderno e construção de uma teoria política de justificação da autoridade do monarca apresentaram uma noção de imparcialidade motivada na igualdade dos homens no estado de natureza. É assim que Thomas Hobbes vai argumentar que nenhum homem deveria reservar para si direito que não deva ser guardado igualmente para os demais. Logo, a passagem do estado de natureza à lei civil pressupõe que aos homens deve ser proibida a atuação como juízes em causa própria, pois isso significaria ofender a equidade de tratamento suposta na lei natural.
Atualmente, a legislação brasileira trata a imparcialidade do juiz como pressuposto de validade, seja no processo civil ou no processo penal, qualificando-a como regra de ordem pública e garantia do devido processo legal. De acordo com Alexandre Douglas Zaidan de Carvalho: "As hipóteses de suspeição e impedimento tratadas no ordenamento jurídico brasileiro foram construídas a partir de uma concepção tradicionalmente ligada à contraposição entre os aspectos subjetivos do julgador e o interesse das partes, com o objetivo de preservar a igualdade de tratamento dos litigantes em juízo". Logo, o vício da parcialidade nos julgamentos é causa de nulidade do processo, suscetível de ser declarada a qualquer tempo, já que constitui norma de ordem pública. O vício da parcialidade por ser constatado no processo mediante a ocorrência das hipóteses de suspeição ou impedimento. Segundo Pontes de Miranda: "Quem está sob suspeição está em situação de dúvida de outrem quanto ao seu bom procedimento. Quem está impedido está fora de dúvida, pela enorme probabilidade de ter influência maléfica para sua função.".         